# ペアレンタルコントロール

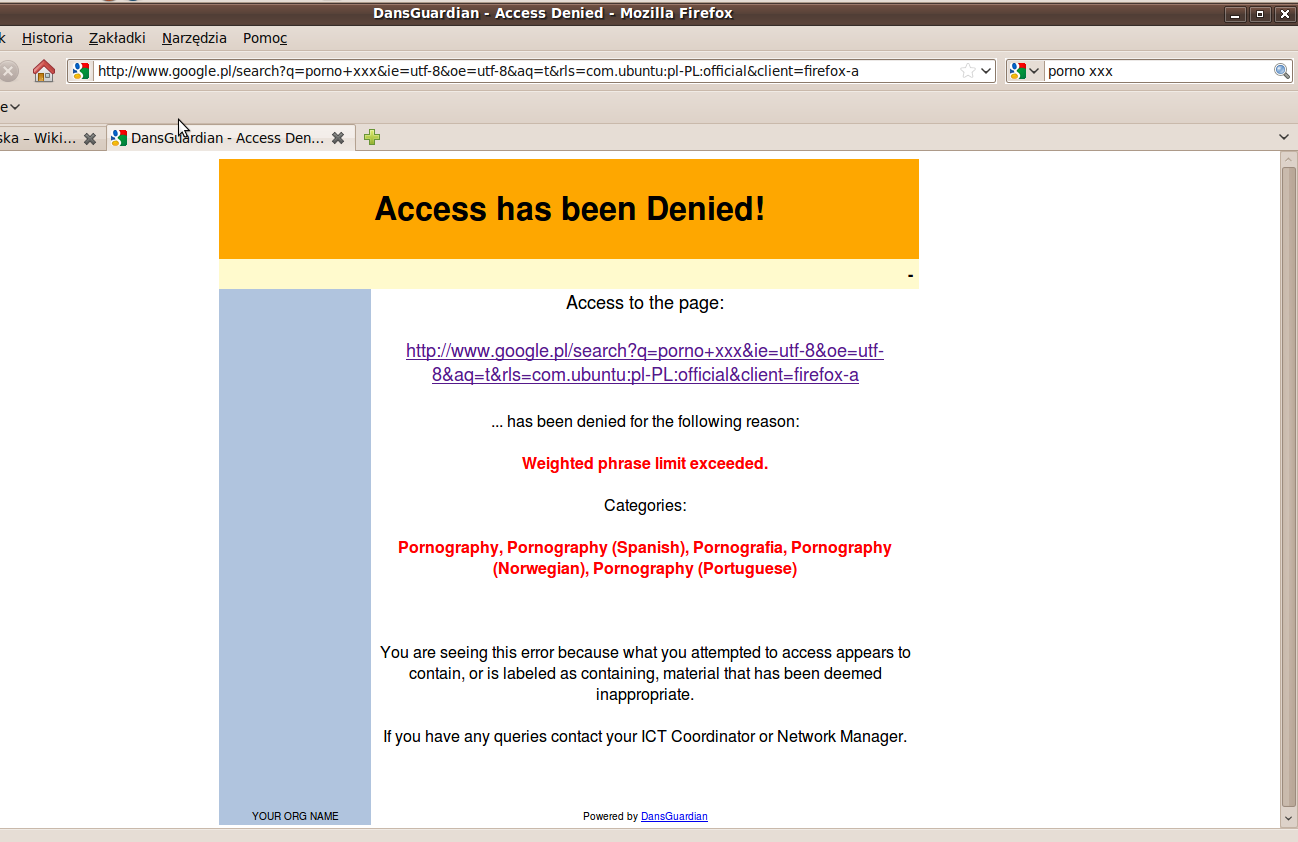
DansGuardian software - STOP pornograpny

ペアレンタルコントロール、パレンタルコントロール（英: parental controls）は、子供によるパソコンや携帯電話・スマートフォンやゲーム機などの情報通信機器の利用を、親が監視して制限する取り組みのことである。家庭内でのルール作りなどでも構成される。